# Eidoporismus
Eidoporismus is een geslacht van insecten uit de familie van de watergaasvliegen (Osmylidae), die tot de orde netvleugeligen (Neuroptera) behoort.

## Soort
- E. pulchellus Esben-Petersen, 1917